# 多層性
多層性（たそうせい、英: multilamina）とは、世界が持つ、多くの層からなる性質のことである。とくに統計学における母集団を層別化(Stratification)したそれぞれの層が持つ性質である。

## 概要
一枚ごとに異なる意味を持った層が重層して世界を織りなしている。民族文化の多層性、マーケティングにおける客層の多層性といった文脈で語られる。多層性に根差すことを多元性といい、多層性が一枚の層に表れることを多様性という。世界を水平方向に切り分けて意味的に区分することを層化といい、それに現れるものが層であるので層は自ずと多層性を持つ。層に区分されないものは、単一のものである。各層の比較は、垂直方向になされる。

### 地層
地層は時代ごとに形成され、その多層性からは時代の推移を俯瞰することができる。これは、地球に住まう人類の市民としての地球の環境への配慮といった姿勢をもたらす世界観の根底を形成している。

### 日本文学
日本書紀においては、対話記事と本体記事との間で、日本武尊の位置づけが異なるために、表層と深層という多層性が現れている。

### 移民文化
トルコ系移民二世の作家ケナン・ゴルグンには移民としての多層性のあるアイデンティティが認められるという。

### マーケティング
市場の持つ多層性の中から自社の展開に沿った客層を見出すことが経営課題となってきている。商圏や社会階層だけに捉われない、会社ごとの特色ある自由な層の捉え方が差別化につながる。この一つにペルソナを捉える姿勢がある。統計学的な予測の手法の一つとして、来客数を従属変数により、客層の特徴を独立変数にとった重回帰分析が挙げられる。そして、先行データを用いて売上が得られるような客層を繰り返し仮想し落としどころのあり方を模索していくという方法もある。

### 製品技術
DVD・BDの光学的な多層性は記憶容量に貢献し、車両の塗装の多層性は耐久性に寄与し、Adobe Photoshopなどでは画層ごとの編集を可能にすることで、一つの訴求力ある製品として成立させる要因となっている。

### 宗教と哲学
人間は自分が認知している人間関係の中で自ずと自らが置かれている層を世界のすべてだと思いがちである。仏教では、三千世界においてはそれはごく一部にすぎないといいその傲慢を諫めている。社会学者のアルフレッド・シュッツは、各々の日常世界を社会の多層性の中で最前に位置づける「多元的現実」論を提起した。

## 層の交錯
一意的な層別化において、互いの層は排他的である。ただし、多義的に層別化を切り直す場合には、その限りではなく、層は交錯し得る。例えば、P市内の同じ商圏において、同じくパン屋を営む、A店の客層とB店の客層はある意味では符合し客を奪い合い、ある意味では、多層的に住み分けることができる。ここで、差別化を意識するとコストが嵩んでしまいかねず、躱していく感覚となる。また、例えば、大学入試に挑んだC君が、中堅私大には落ちたが、最難関国立大学には合格したとしてこうした一連の人々の層は、これにあたる。

## 関連文献
1. 永田靖『統計的方法の考え方を学ぶ : 統計的センスを磨く3つの視点』、日科技連出版社、 2016年8月。
2. 岩本和子・井内千紗『ベルギーの「移民」社会と文化』、松籟社、2021年。
3. 葛西太一『日本書紀段階編修論』、花鳥社、2021年。
4. 林原琢磨・林原安徳『繁盛立地の判定・分析・売上予測』、同文舘出版、2020年。

## 関連事項
- 世界
- 多様性